# چهل و نهمین دوره جوایز اسکار
چهل و نهمین دوره مراسم اعطای جوایز اسکار (انگلیسی: 49th Academy Awards) در ۲۸ مارس ۱۹۷۷ در دوروتی چندلر پاویون، لس آنجلس برگزار شد. در این مراسم بهترین فیلم‌های سال ۱۹۷۶ جهان به انتخاب آکادمی علوم و هنرهای تصاویر متحرک جایزه گرفتند.
ریچارد پریور، جین فوندا، الن برستین، وارن بیتی مجریان این مراسم بودند.

## جوایز
| جایزه اسکار بهترین فیلم | جایزه اسکار بهترین کارگردانی |
| --- | --- |
| - راکی - رابرت چارتوف، ایروین وینکلر - همه مردان رئیس جمهور - Walter Coblenz - در راه افتخار - Robert F. Blumofe, Harold Leventhal - شبکه - Howard Gottfried - راننده تاکسی - جولیا فیلیپس، Michael Phillips | - جان جی. آویلدسن – راکی - اینگمار برگمان – چهره‌به‌چهره - سیدنی لومت – شبکه - آلن جی پاکولا – همه مردان رئیس جمهور - لینا ورتمولر – هفت زیبایی |
| جایزه اسکار بهترین بازیگر نقش اول مرد | جایزه اسکار بهترین بازیگر نقش اول زن |
| - پیتر فینچ – شبکه در نقش Howard Beale - رابرت دنیرو – راننده تاکسی در نقش تراویس بیکل - جانکارلو جانینی – هفت زیبایی در نقش Pasqualino - ویلیام هولدن – شبکه در نقش Max Schumacher - سیلوستر استالونه – راکی در نقش راکی بالبوآ (شخصیت) | - فی داناوی – شبکه در نقش Diana Christensen - ماری-کریستین بارو – پسرخاله غذا در نقش Marthe - تالیا شایر – راکی در نقش Adriana Pennino - سیسی اسپیسک – کری در نقش Carrie White - لیو اولمان – چهره‌به‌چهره در نقش Jenny Isaksson |
| جایزه اسکار بهترین بازیگر نقش مکمل مرد | جایزه اسکار بهترین بازیگر نقش مکمل زن |
| - جیسون روباردز – همه مردان رئیس جمهور در نقش بنجامین سی. بردلی - ند بیتی – شبکه در نقش Arthur Jensen - بورگس مریدیت – راکی در نقش "Mickey" Goldmill - لارنس الیویه – ماراتن من در نقش Dr. Christian Szell - برت یانگ – راکی در نقش Paulie Pennino | - بیاتریس استرایت – شبکه در نقش Louise Schumacher - جین الکساندر – همه مردان رئیس جمهور در نقش Judy Graham Hoback - جودی فاستر – راننده تاکسی در نقش Iris Steensma - لی گرانت – Voyage of the Damned در نقش Lillian Rosen - پایپر لوری – کری در نقش Margaret White |
| جایزه اسکار بهترین فیلم‌نامه غیراقتباسی | جایزه اسکار بهترین فیلم‌نامه اقتباسی |
| - شبکه – پدی چایفسکی - پسرخاله غذا – Jean-Charles Tacchella و دنئیل تومپسون - جبهه (فیلم) – Walter Bernstein - راکی – سیلوستر استالونه - هفت زیبایی – لینا ورتمولر | - همه مردان رئیس‌جمهور – ویلیام گولدمن - در راه افتخار – رابرت گتچل - کازانووای فلینی – فدریکو فلینی و برناردینو زاپونی - The Seven-Per-Cent Solution – نیکولاس مایر - Voyage of the Damned – David Butler و Steve Shagan |
| Best Foreign Language Film | جایزه اسکار بهترین طراحی لباس |
| - سیاه و سفید رنگی (ساحل عاج) - پسرخاله غذا (فرانسه) - Jacob the Liar (جمهوری دمکراتیک آلمان) - Nights and Days (لهستان) - هفت زیبایی (ایتالیا) | - کازانووای فلینی – دانیلو دوناتی - در راه افتخار – William Ware Theiss - The Incredible Sarah – Anthony Mendleson - The Passover Plot – مری والیس - The Seven-Per-Cent Solution – Alan Barrett |
| جایزه اسکار بهترین فیلم مستند | Best Documentary Short |
| - هارلن کانتی، آمریکا - Hollywood on Trial - Off the Edge - قوم باد - Volcano: An Inquiry Into the Life and Death of Malcolm Lowry | - Number Our Days - Lynne Littman - American Shoeshine - Blackwood - The End of the Road - گیتی |
| جایزه اسکار بهترین فیلم کوتاه | جایزه اسکار بهترین پویانمایی کوتاه |
| - In the Region of Ice - پیتر ورنر - Kudzu - Marjorie Anne Short - The Morning Spider - Julian Chagrin and Claude Chagrin - Nightlife - Claire Wilbur and Robin Lehman - Number One - دیان کنون and Vince Cannon | - Leisure - Suzanne Baker - Dedalo - Manfredo Manfredi - The Street - Caroline Leaf and Guy Glover |
| جایزه اسکار بهترین موسیقی فیلم | جایزه اسکار بهترین موسیقی فیلم |
| - طالع نحس – جری گلدسمیت - Obsession – برنارد هرمن - جوسی ولز یاغی – جری فیلدینگ - راننده تاکسی – برنارد هرمن - Voyage of the Damned – لالو شیفرین | - در راه افتخار – لئونارد روزنمن - باگزی مالون – پال ویلیامز (سرودنویس) - ستاره‌ای متولد شده است – Roger Kellaway |
| جایزه اسکار بهترین ترانه | Best Sound Mixing |
| - "Evergreen (Love Theme from A Star Is Born)" from ستاره‌ای متولد شده است – Music: باربارا استرایسند Lyrics: پال ویلیامز - "A World That Never Was" from Half a House – موسیقی: سمی فین ترانه: پل فرنسیس وبستر - "Ave Satani" from طالع نحس – موسیقی و ترانه اثر جری گلدسمیت - "Come to Me" from پلنگ صورتی دوباره ضربه می‌زند – موسیقی اثر هنری مانچینی; ترانه اثر Don Black - "Gonna Fly Now" from راکی – موسیقی اثر بیل کانتی; ترانه اثر Carol Connors و Ayn Robbins | - همه مردان رئیس جمهور – Dick Alexander, Les Fresholtz, Arthur Piantadosi, and Jim Webb - کینگ کونگ – William McCaughey, Aaron Rochin, Jack Solomon, and Harry W. Tetrick - راکی – Bud Alper, Lyle J. Burbridge, William McCaughey و Harry W. Tetrick - Silver Streak – Harold M. Etherington, دونالد میچل (مهندس صدا), Richard Tyler, and Douglas Williams - ستاره‌ای متولد شده است – Robert Glass, Robert Knudson, Tom Overton, and Dan Wallin |
| جایزه اسکار بهترین طراحی صحنه | جایزه اسکار بهترین فیلمبرداری |
| - همه مردان رئیس جمهور – Art Direction: George Jenkins; Set Decoration: George Gaines - The Incredible Sarah – Art Direction: Elliot Scott; Set Decoration: Norman Reynolds - آخرین سرمایه‌دار بزرگ– Art Direction: Gene Callahan و Jack T. Collis; Set Decoration: Jerry Wunderlich - Logan's Run – Art Direction: دیل هنسی; Set Decoration: Robert De Vestel - The Shootist – Art Direction: رابرت اف. بویل; Set Decoration: Arthur Jeph Parker                       | - در راه افتخار – هسکل وکسلر - کینگ کونگ – ریچارد اچ. کلین - Logan's Run – ارنست لاسلو - شبکه – اوون رویزمن - ستاره‌ای متولد شده است – رابرت ال. سرتیس |
| جایزه اسکار بهترین تدوین | |
| - راکی – ریچارد هالزی، Scott Conrad - همه مردان رئیس جمهور – Robert L. Wolfe - در راه افتخار – رابرت سی. جونز، Pembroke J. Herring - شبکه – الن‌هایم - Two-Minute Warning – Eve Newman, Walter Hannemann | |

## فیلم‌های با بیش از یک جایزه یا نامزدی
| These films had multiple nominations: - 10 نامزدی: شبکه و راکی - 8 نامزدی: همه مردان رئیس جمهور - 6 نامزدی: در راه افتخار - 4 نامزدی: هفت زیبایی, ستاره‌ای متولد شده است و راننده تاکسی - 3 نامزدی: Cousin, cousine و Voyage of the Damned - 2 نامزدی: کری, چهره‌به‌چهره, کازانووای فلینی, The Incredible Sarah, کینگ کونگ, فرار لوگان, طالع نحس و The Seven-Per-Cent Solution | The following films received multiple awards. - 4 برنده: همه مردان رئیس جمهور و شبکه - 3 برنده: راکی - 2 برنده: در راه افتخار |

## جستارهای ویژه
- سی و چهارمین مراسم گلدن گلوب
- 1976 in film
- 19th Grammy Awards
- 28th Primetime Emmy Awards
- 29th Primetime Emmy Awards
- ۳۰مین دوره جوایز بفتا
- 31st Tony Awards